# NGC 2545
NGC 2545 (другие обозначения — UGC 4287, MCG 4-20-7, ZWG 119.16, IRAS08113+2130, PGC 23086) — галактика в созвездии Рак.
Этот объект входит в число перечисленных в оригинальной редакции «Нового общего каталога».
В галактике вспыхнула сверхновая SN 2008hn типа Ic, её пиковая видимая звездная величина составила 18,4.
Галактика NGC 2545 входит в состав группы галактик NGC 2545. Помимо NGC 2545 в группу также входят NGC 2565, UGC 4308, CGCG 119-44 и CGCG 119-56.